# Architetture di New York

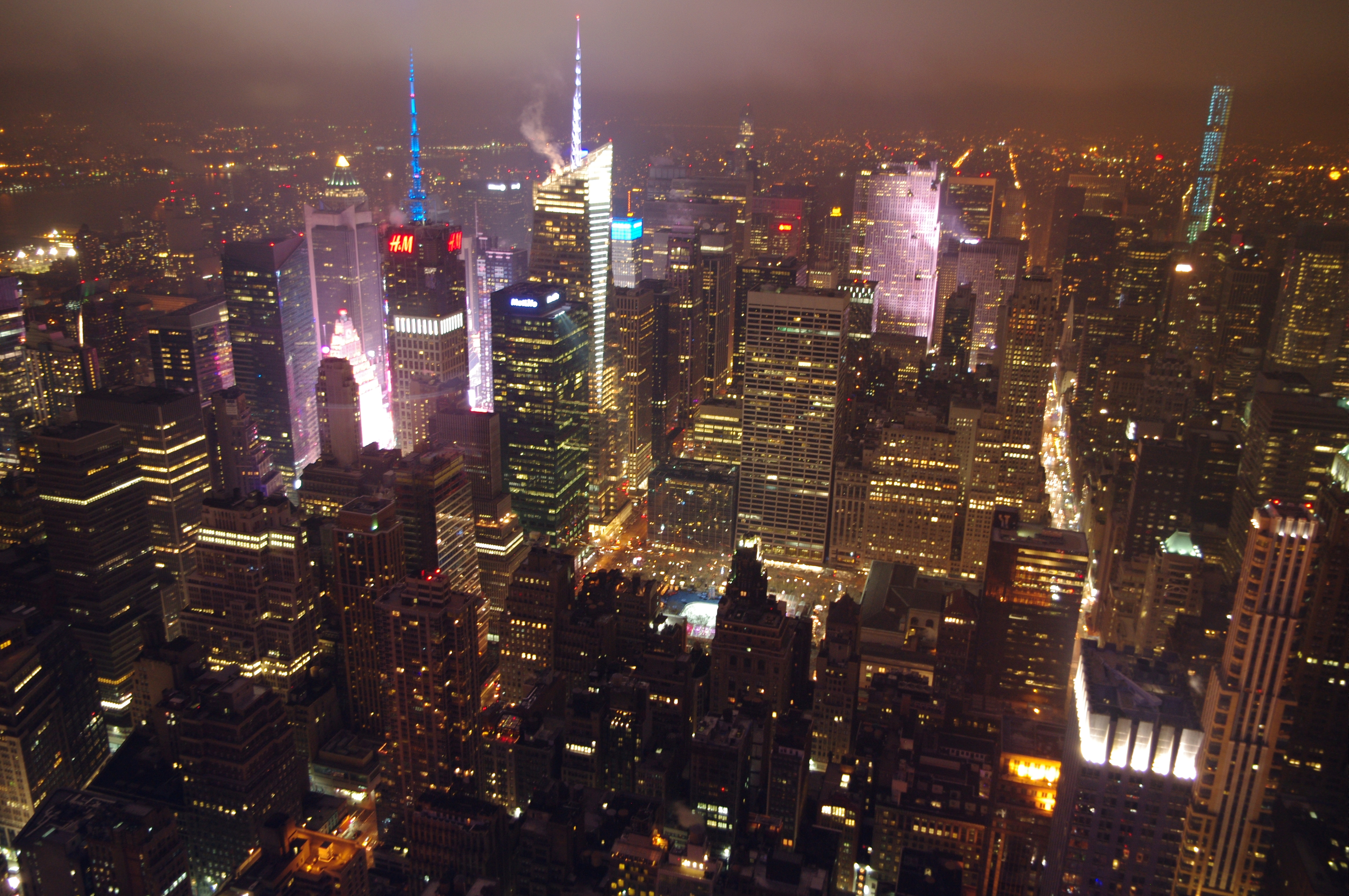
Lo skyline di Midtown Manhattan di notte dall'Empire State Building. Vengono mostrati chiari esempi di Art Deco e architettura moderna.

Nelle architetture di New York la tipologia dell'edificio più strettamente associata è il grattacielo, che ha trasformato molti distretti commerciali e residenziali da edifici bassi a grattacieli. Circondata principalmente dall'acqua, la città ha accumulato una delle più grandi e variegate collezioni di grattacieli del mondo.
New York ha edifici architettonicamente significativi in un'ampia gamma di stili che abbracciano periodi storici e culturali distinti. Questi includono il Woolworth Building (1913), un grattacielo del primo revival gotico con dettagli architettonici gotici su larga scala. La risoluzione sulla zonizzazione del 1916 richiedeva una battuta d'arresto ai nuovi edifici e limitava le torri a una percentuale della superficie del lotto, per consentire alla luce solare di raggiungere le strade sottostanti. I design decò del Chrysler Building (1930) e dell'Empire State Building (1931), con i loro piani affusolati e le guglie in acciaio, riflettevano i requisiti di zonizzazione. Il Chrysler Building è considerato da molti storici e architetti uno dei più belli di New York, con i suoi ornamenti distintivi come gli inserti luminosi a forma di V sormontati da una guglia d'acciaio sulla sommità della torre. I primi esempi influenti dell'International Style negli Stati Uniti sono l'edificio al 330 West 42nd Street (1931) e il Seagram Building (1958). Il Condé Nast Building (2000) è un importante esempio di green design nei grattacieli statunitensi.
Il carattere dei grandi quartieri residenziali di New York è spesso definito dalle eleganti case a schiera in arenaria e appartamenti che furono costruiti durante un periodo di rapida espansione dal 1870 al 1930. Al contrario, New York ha anche quartieri meno densamente popolati e caratterizzati da abitazioni indipendenti. Nei distretti esterni sono comuni grandi case unifamiliari in vari stili architettonici come revival Tudor e architettura vittoriana. Le case bifamiliari sono ampiamente disponibili anche nei distretti esterni, ad esempio nell'area di Flushing.
Pietra e mattoni divennero i materiali da costruzione preferiti dalla città dopo che la costruzione di case con struttura in legno fu limitata all'indomani del Grande Incendio del 1835. A differenza di Parigi, che per secoli venne costruita sul proprio substrato roccioso calcareo, New York ha sempre ricavato la sua pietra da costruzione da una vasta rete di cave e i suoi edifici in pietra hanno una varietà di trame e sfumature. Una caratteristica distintiva di molti edifici della città è la presenza di torri d'acqua sormontate da un tetto in legno. Nel XIX secolo, la città ne richiedeva l'installazione su edifici più alti di sei piani per evitare la necessità di pressioni dell'acqua eccessivamente elevate a quote inferiori, che potevano far scoppiare le tubazioni idriche municipali. Gli appartamenti con giardino divennero popolari negli anni 1920 nelle zone periferiche, tra cui Jackson Heights nel Queens, che divenne più accessibile con l'espansione della metropolitana.

## Concentrazioni di edifici

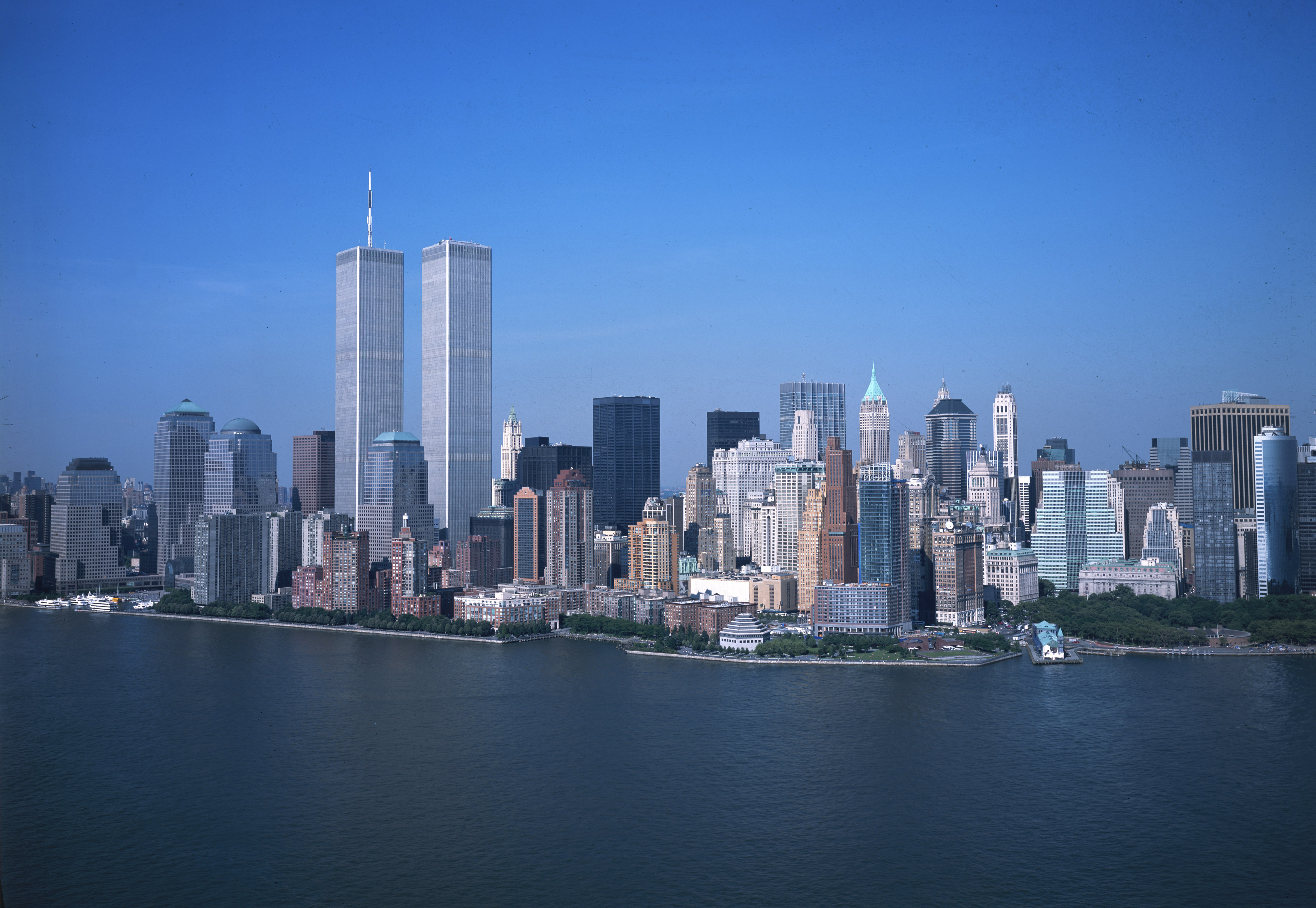
Lo skyline di Lower Manhattan poco prima degli attacchi dell'11 settembre 2001

New York ha due principali concentrazioni di grattacieli: Midtown Manhattan e Lower Manhattan, ognuna con il proprio skyline riconoscibile in modo univoco. Midtown Manhattan, il più grande quartiere centrale degli affari del mondo, ospita edifici importanti come l'Empire State Building, il Chrysler Building, il Citigroup Center e il Rockefeller Center. Lower Manhattan comprende il terzo quartiere centrale degli affari più grande degli Stati Uniti (dopo Midtown e Chicago Loop). Lower Manhattan è stata caratterizzata dall'onnipresenza delle Torri Gemelle del World Trade Center dal loro completamento, nel 1973, fino alla loro distruzione negli attentati dell'11 settembre 2001.
Nel primo decennio del XXI secolo, Lower Manhattan ha visto la ricostruzione per includere il nuovo One World Trade Center. Lo skyline del centro ha ricevuto nuovi progetti da architetti come Santiago Calatrava e Frank Gehry. Nel 2010 è stata costruita, per Goldman Sachs, una torre di 43 piani denominata 200 West Street dall'altra parte della strada rispetto al sito del World Trade Center.
New York ha una lunga storia di edifici molto elevati. È stata sede di 10 edifici che, ad un certo punto della storia, hanno detenuto il titolo di edificio completamente abitabile più alto del mondo, anche se la metà da allora è stata demolita. Il primo edificio a portare il titolo più alto del mondo a New York fu il New York World Building, nel 1890. Più tardi, New York è stata la sede dell'edificio più alto del mondo per 75 anni continui, iniziando con il Park Row Building, nel 1899, e terminando con 1 World Trade Center al completamento della Willis Tower nel 1974. Il Park Row Building del 1899, uno dei primi grattacieli del mondo, è ancora in piedi. I grattacieli di Brooklyn costituiscono un terzo skyline molto più piccolo. Anche il centro di Brooklyn sta vivendo un vasto boom edilizio, con nuovi grattacieli residenziali di lusso, spazi commerciali e una nuova arena in fase di progettazione. Il boom edilizio di Brooklyn ha avuto una grande opposizione da parte dei gruppi civici e ambientalisti locali che sostengono che Brooklyn ha bisogno di mantenere la sua dimensione umana. Anche il distretto del Queens ha sviluppato il proprio skyline negli ultimi anni con One Court Square (ex Citigroup Building, attualmente l'edificio più alto di New York fuori Manhattan) e lo sviluppo nel Queens West di diverse torri residenziali lungo il lungomare dell'East River.

## Edifici famosi

### Inizio del XX secolo

#### Beaux-Arts
Il Grand Central Terminal si trova a East Midtown, vicino al Chrysler Building. Il terminal ferroviario, completato nel 1913, è il terzo nel suo sito. Venne costruito in stile Beaux-Arts dalle ditte Reed e Stem e Warren e Wetmore. È diventato un monumento storico nazionale nel 1976.

#### Art déco
L'Empire State Building è un edificio in stile Art déco di 102 piani, nel centro di Manhattan, progettato da Shreve, Lamb & Harmon Associates e terminato nel 1931. È stato l'edificio più alto del mondo per 42 anni. La torre prende il nome dal soprannome dello Stato di New York. È stato il primo edificio a superare i 100 piani e ha uno dei punti di osservazione più visitati al mondo, che vede circa 4 milioni di visitatori all'anno. L'edificio venne costruito in soli 14 mesi.
Completato nel 1930, il Chrysler Building è un simbolo distintivo di New York, alto 319 metri a East Midtown, Manhattan. Originariamente costruito per la Chrysler Corporation, l'edificio è attualmente in comproprietà con la RFR Holding LLC di Aby Rosen, in una joint venture con il gruppo austriaco SIGNA. Il Chrysler Building è stata la prima struttura al mondo a superare la soglia dei 300 metri.
Il 30 Rockefeller Plaza è un sottile grattacielo Art decò e il punto focale del Rockefeller Center. Alto 259 metri e con 70 piani venne costruito nel 1933 e originariamente chiamato RCA Building, fu poi chiamato Comcast Building. Il fregio sopra l'ingresso principale venne eseguito da Lee Lawrie e raffigura la saggezza, insieme a una frase delle scritture che recita "La saggezza e la conoscenza saranno la stabilità dei tuoi tempi", originariamente nel Libro di Isaia, 33:6.
Il 330 West 42nd Street (1931) è stato l'unico grattacielo di New York esposto nell'influente mostra International Style di Henry-Russell Hitchcock e Philip Johnson al Museum of Modern Art nel 1932, e l'unico altro grattacielo statunitense in quel momento, oltre al Palazzo PSFS. Johnson, insieme a Ludwig Mies van der Rohe, in seguito aiutò a costruire il Seagram Building (1959) su Park Avenue tra la 52a e la 53a strada, con montanti in bronzo estruso sulla facciata. Nel 1976 Paul Goldberger scrisse sul New York Times che il Seagram Building era uno degli "edifici più copiati di New York", il suo design era stato copiato in diverse strutture in tutto il mondo.

### Fine XX secolo
Il MetLife Building, precedentemente Pan Am Building, era il più grande edificio per uffici commerciali del mondo quando fu inaugurato il 7 marzo 1963. Si trova direttamente a nord del Grand Central Terminal.
Le torri gemelle del World Trade Center sono state gli edifici più alti della città dal 1973 fino alla loro distruzione negli attacchi dell'11 settembre. Le torri erano alte rispettivamente 417 e 415 metri, entrambe di 110 piani. L'antenna della Torre Nord ospitava la maggior parte delle comunicazioni della città, mentre la Torre Sud ospitava un popolare punto di osservazione. Erano gli edifici più alti del mondo fino al completamento della Willis Tower di Chicago, alta 436 metri nel 1974.
Il Citigroup Center è una torre di uffici di 59 piani situata tra la 53ª strada e Lexington Avenue nel centro di Manhattan. È considerato uno dei più importanti grattacieli del dopoguerra costruiti a New York. Il design sorprendente del tetto ripidamente inclinato, l'elegante facciata rivestita in alluminio e la sua base su quattro palafitte, realizzate una chiesa anch'essa sul sito, hanno reso il grattacielo un'icona architettonica. Il tetto spiovente ospita i sistemi meccanici e di ventilazione dell'edificio. I progettisti hanno optato per una facciata rivestita in alluminio per ridurre il carico sulle fondamenta dell'edificio e sulle strutture di supporto, poiché il suo intero peso sarebbe stato sostenuto da palafitte. Per evitare oscillazioni, sul tetto è stato successivamente aggiunto un "ammortizzatore a massa accordata".

### XXI secolo
Il Time Warner Center è un grattacielo a uso misto a Columbus Circle nell'Upper West Side di Manhattan. È stato il primo grande edificio ad essere completato dopo gli attacchi dell'11 settembre.
Il Condé Nast Building, ufficialmente Four Times Square, è un moderno grattacielo a Times Square nel centro di Manhattan e uno dei più importanti esempi di green design nei grattacieli degli Stati Uniti. I refrigeratori ad assorbimento alimentati a gas ecologici, insieme a una facciata continua isolante e ombreggiante ad alte prestazioni, assicurano che l'edificio non debba essere riscaldato o raffreddato per la maggior parte dell'anno. I mobili per ufficio sono realizzati con materiali biodegradabili e atossici. Il sistema di erogazione dell'aria fornisce il 50% di aria fresca in più rispetto a quanto richiesto dal New York Building Code e una serie di scivoli di riciclaggio servono l'intero edificio. Essendo il primo progetto delle sue dimensioni ad assumere queste caratteristiche nella costruzione, l'edificio ha ricevuto un premio dall'American Institute of Architects e dall'AIA New York State.
La Hearst Tower, situata a Midtown Manhattan al 300 della West 57th Street, è un altro esempio della nuova generazione di grattacieli dal design ecologico a New York. La Hearst Tower è un grattacielo con costruzione in vetro e acciaio che poggia sulla base dell'originale Hearst Corporation Building degli anni 1920. La Hearst Tower è facilmente identificabile dai suoi pannelli di vetro triangolari ad incastro progettati dall'architetto britannico Lord Norman Foster. Hearst Tower è stato anche il primo grattacielo di New York a ricevere l'ambito riconoscimento Gold LEED Certified dallo United States Green Building Council.

## Edifici più alti
Le 15 strutture standard più alte, che includono quelle con le 10 antenne più alte o torri radio (guglie).
| Classifica | Nome                                                  | Anno | Ubicazione (Midtown & Lower Manhattan)                   | Piani | Guglia altezza in piedi | Guglia altezza in metri | Altezza edificio in piedi | Altezza edificio in metri | Note          |
| ---------- | ----------------------------------------------------- | ---- | -------------------------------------------------------- | ----- | ----------------------- | ----------------------- | ------------------------- | ------------------------- | ------------- |
| 1          | One World Trade Center                                | 2013 | West Street & Vesey Street                               | 104   | 1 792                   | 546                     | 1 776                     | 541                       |               |
| 2          | Empire State Building                                 | 1931 | Fifth Avenue & West 34th Street                          | 102   | 1 472                   | 449                     | 1 250                     | 380                       | [ 37 ] [ 38 ] |
| 2          | 432 Park Avenue                                       | 2014 | Park Avenue & East 57th Street                           | 89    | 1 396                   | 426                     | 1 396                     | 426                       |               |
| 3          | Bank of America Tower                                 | 2009 | Sixth Avenue tra 42nd Street & 43rd Sts                  | 54    | 1 200                   | 370                     | 1 200                     | 370                       | [ 39 ] [ 40 ] |
| 4          | Chrysler Building                                     | 1930 | Lexington Avenue & 42nd Street                           | 77    | 1,046                   | 319                     | 1,046                     | 319                       | [ 41 ] [ 42 ] |
| 5          | New York Times Building                               | 2007 | Eighth Avenue tra 41st & 42nd Street                     | 52    | 1,046                   | 319                     | 1,046                     | 319                       | [ 43 ] [ 44 ] |
| 6          | One57                                                 | 2014 | West 57th Street tra 6th & 7th Avenue                    | 75    | 1,005                   | 0,306                   | 1,005                     | 0,306                     | [ 45 ] [ 46 ] |
| 7          | American International Bldg †                         | 1932 | Pine, Cedar e Pearl Street                               | 66    | 952                     | 290                     | 952                       | 290                       | [ 47 ] [ 48 ] |
| 8          | 40 Wall Street ‡                                      | 1930 | Wall Street tra Nassau Street & William Street           | 70    | 927                     | 283                     | 927                       | 283                       | [ 49 ] [ 50 ] |
| 9          | Citigroup Center                                      | 1977 | 53rd tra Lexington & 3rd Avenue                          | 59    | 915                     | 279                     | 915                       | 279                       | [ 51 ] [ 52 ] |
| 10         | Trump World Tower                                     | 2001 | First Avenue tra 47th Street & 48th Street               | 72    | 861                     | 262                     | 861                       | 262                       | [ 53 ] [ 54 ] |
| 11         | Comcast Building (ex-RCA Building and ex-GE Building) | 1930 | 30 Rockefeller Plaza, 6th Avenue, 49th & 50th Street     | 70    | 850                     | 259                     | 850                       | 259                       | [ 55 ] [ 56 ] |
| 12         | CitySpire Center                                      | 1987 | West 56th Street tra 6th & 7th Avenue                    | 75    | 814                     | 248                     | 814                       | 248                       | [ 57 ] [ 58 ] |
| 13         | One Chase Manhattan Plaza                             | 1961 | Tra Pine, Liberty Street, Nassau Street & William Street | 60    | 813                     | 248                     | 813                       | 248                       | [ 59 ] [ 60 ] |
| 14         | Condé Nast Building                                   | 2000 | Broadway tra 42nd Street & 43rd Street                   | 48    | 1 118                   | 341                     | 809                       | 247                       | [ 61 ] [ 62 ] |
| 15         | MetLife Building (ex Pan Am)                          | 1963 | 200 Park Avenue e East 45th Street                       | 59    | 808                     | 246                     | 808                       | 246                       | [ 63 ] [ 64 ] |

† (costruito come edificio della società di servizi per le città)
‡ (costruito come Bank of Manhattan Trust Corporation Building)
Tutti gli indirizzi sono a Midtown Manhattan tranne quelli in tonalità più chiare, che si trovano a Lower Manhattan.

## Architettura residenziale

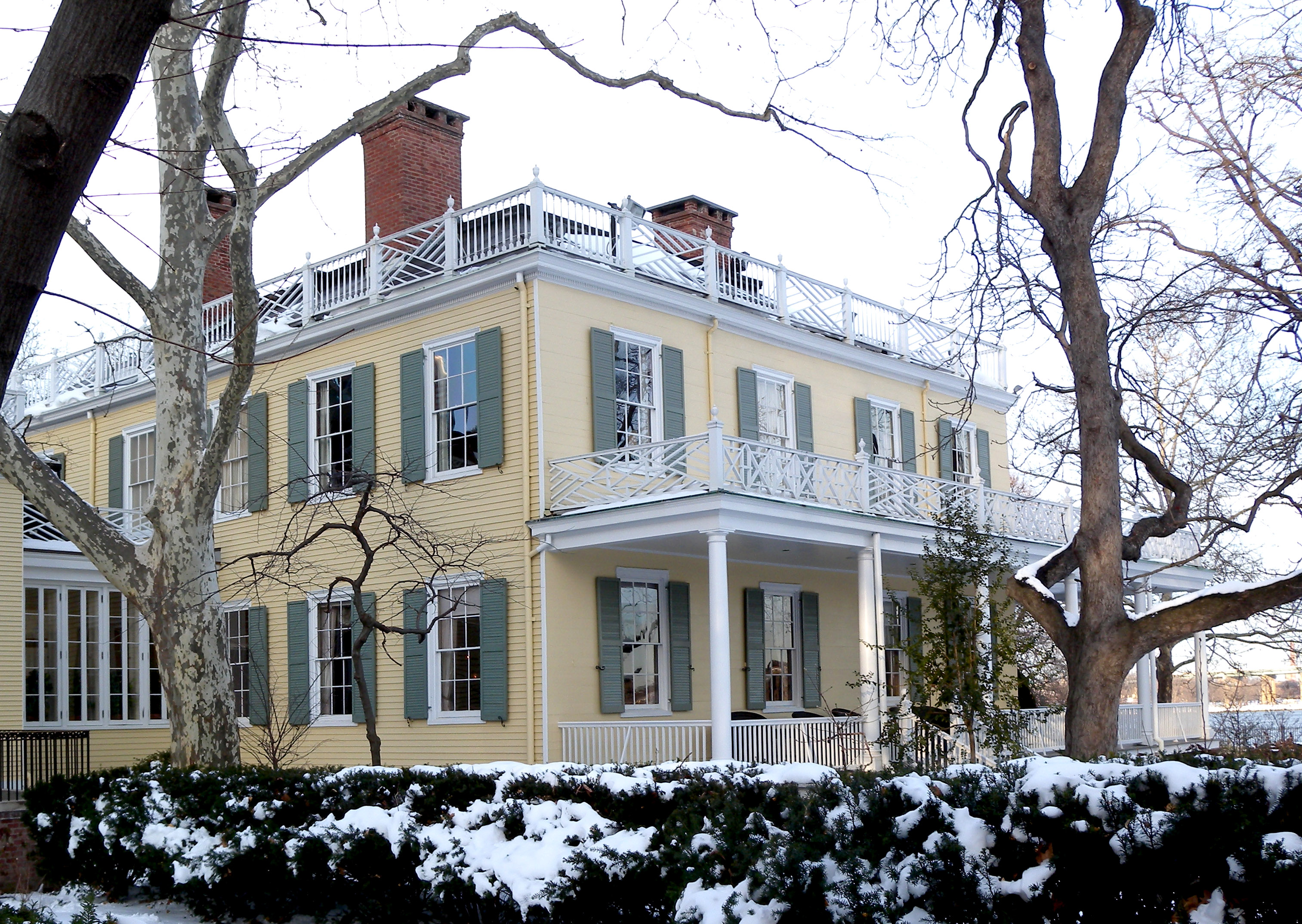
Gracie Mansion, residenza ufficiale del sindaco.
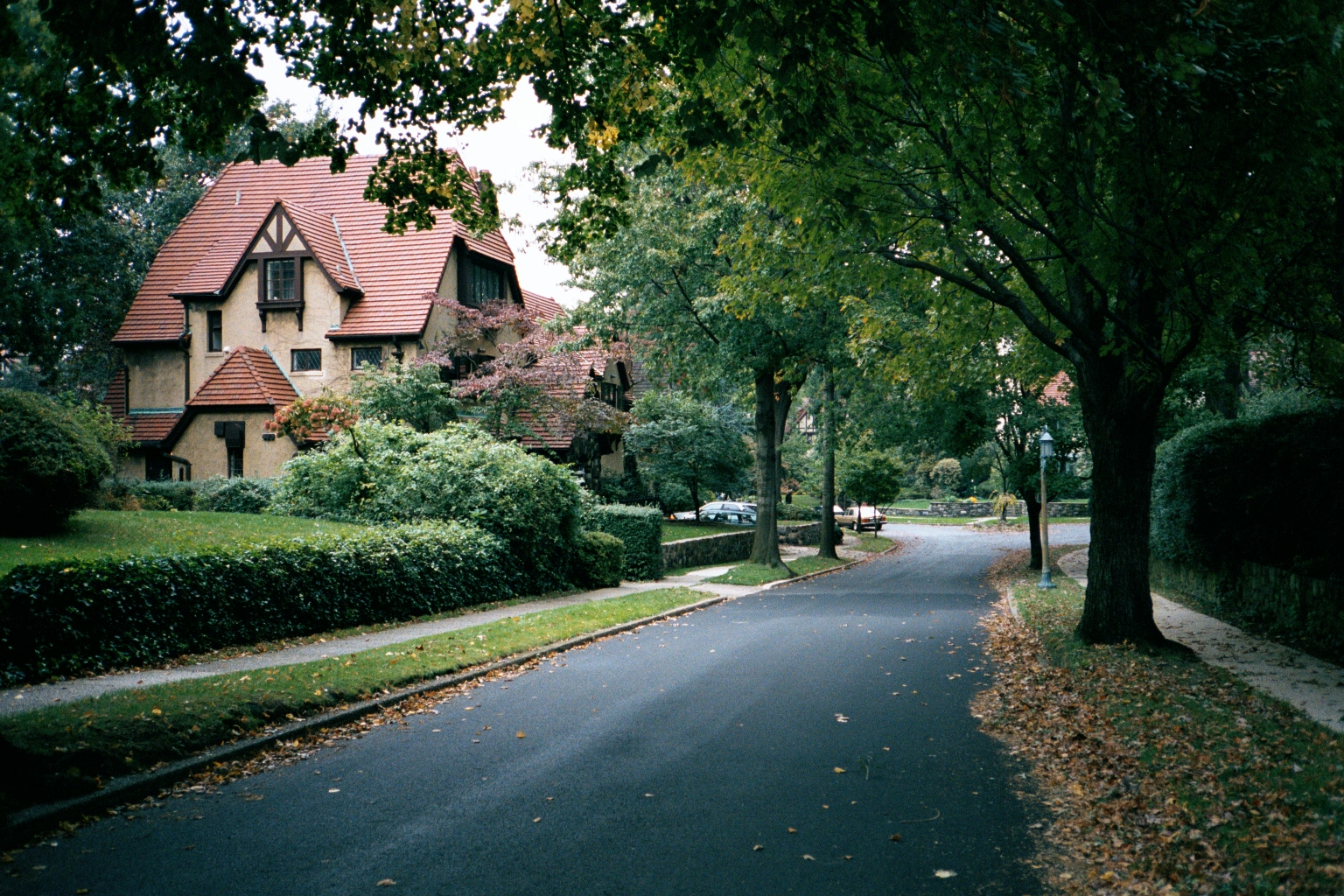
Una grande casa unifamiliare a Forest Hills Gardens, Queens.
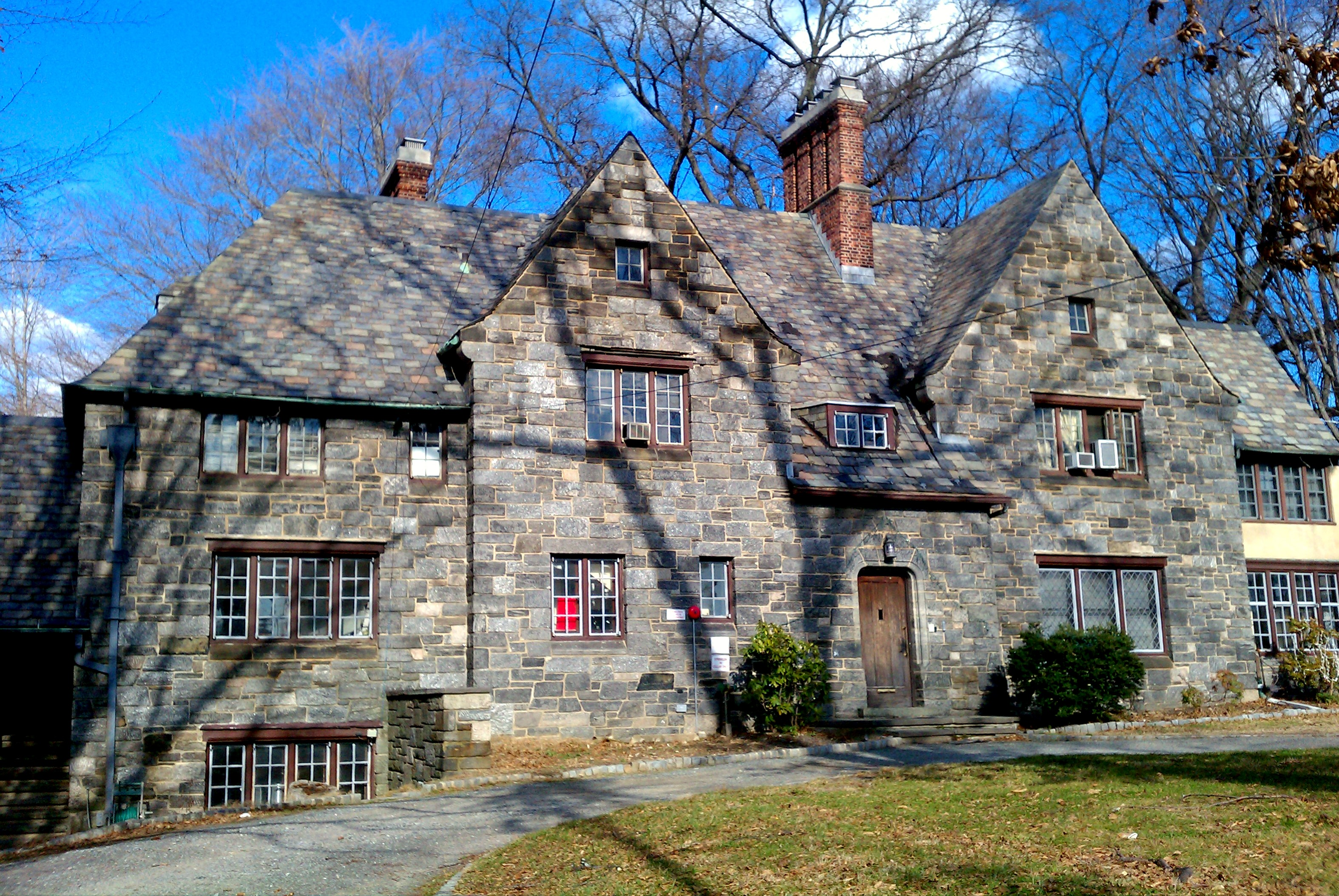
Un palazzo in stile Tudor Revival a Flushing, Queens costruito nel 1924.
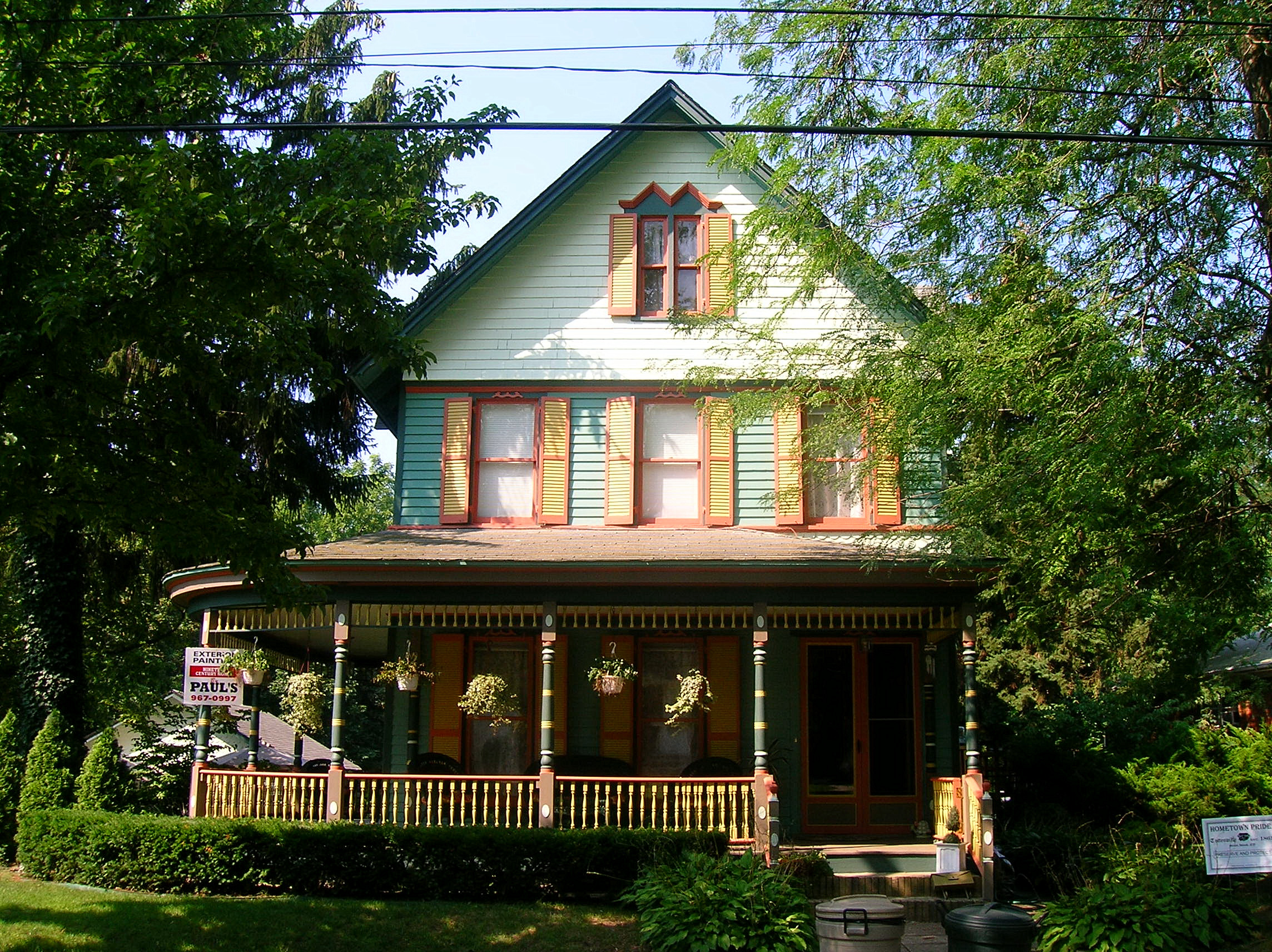
Una casa a Tottenville, Staten Island.
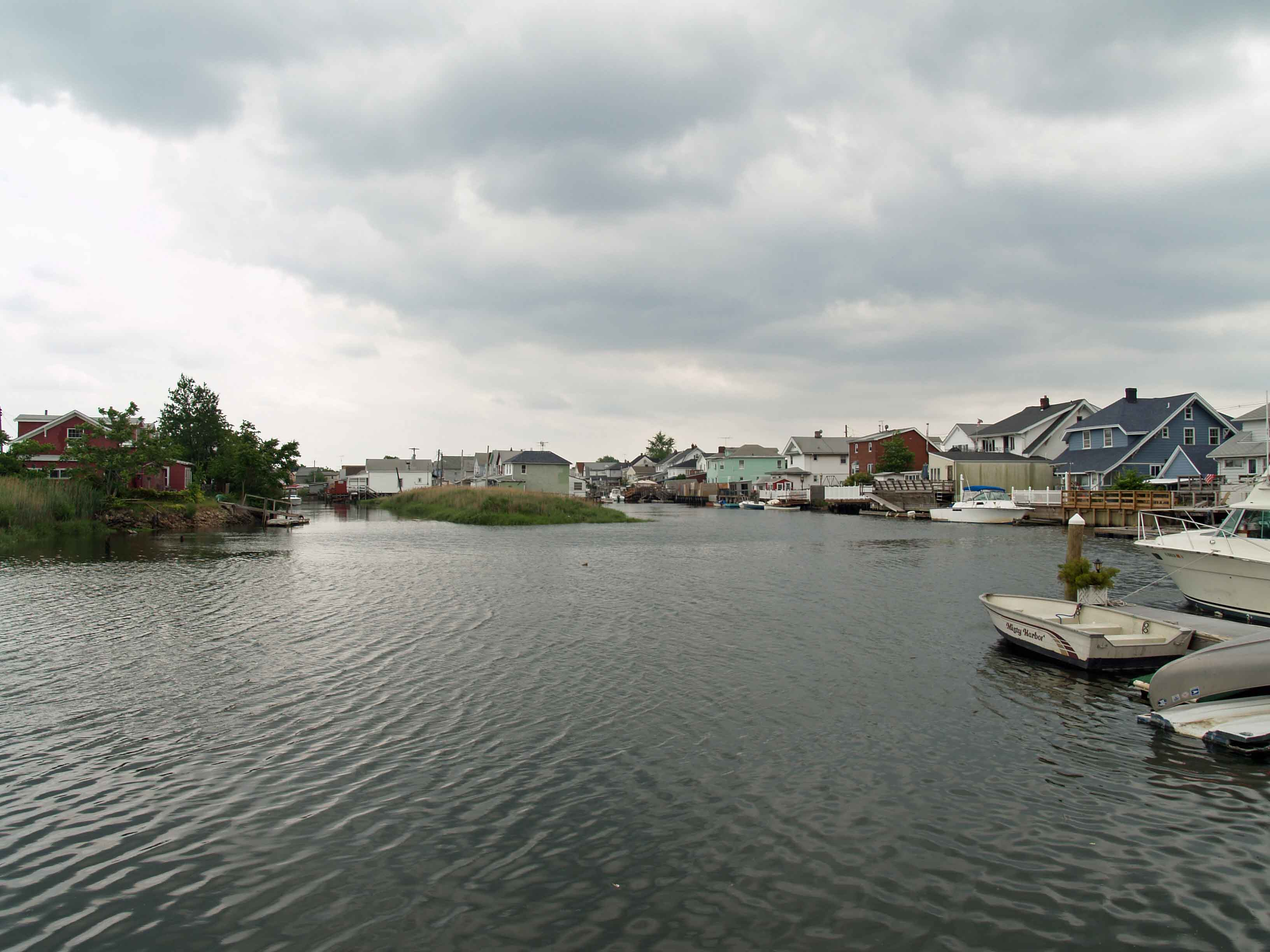
Case su Hawtree Creek a Howard Beach, Queens.
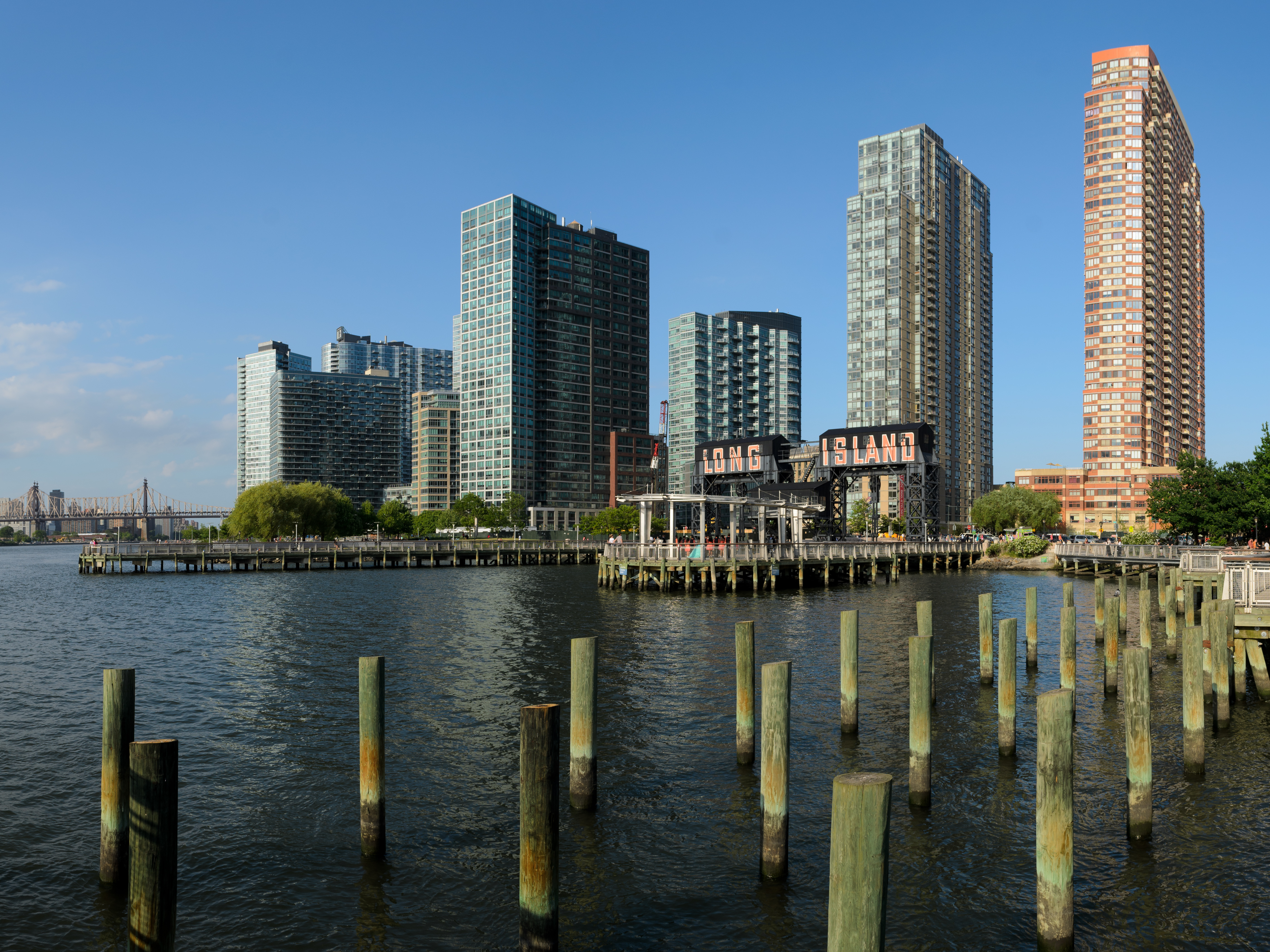
Torri residenziali del XXI secolo a Long Island
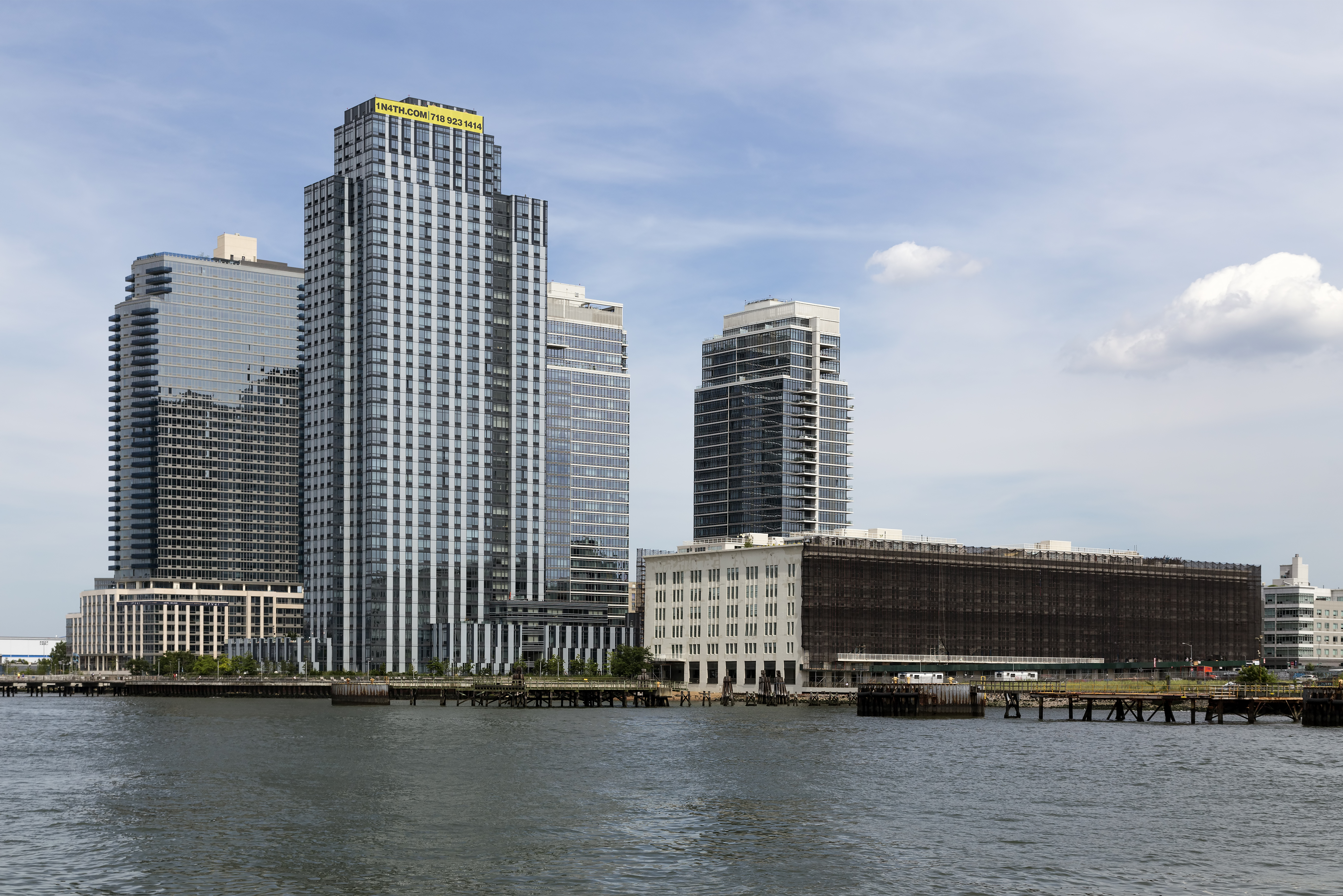
Grattacieli condomini sul lungomare di Williamsburg, Brooklyn.
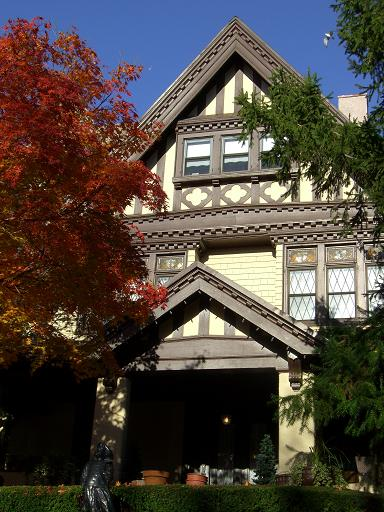
Architettura della regina Anna c. 1899 a Dyker Heights, Brooklyn.
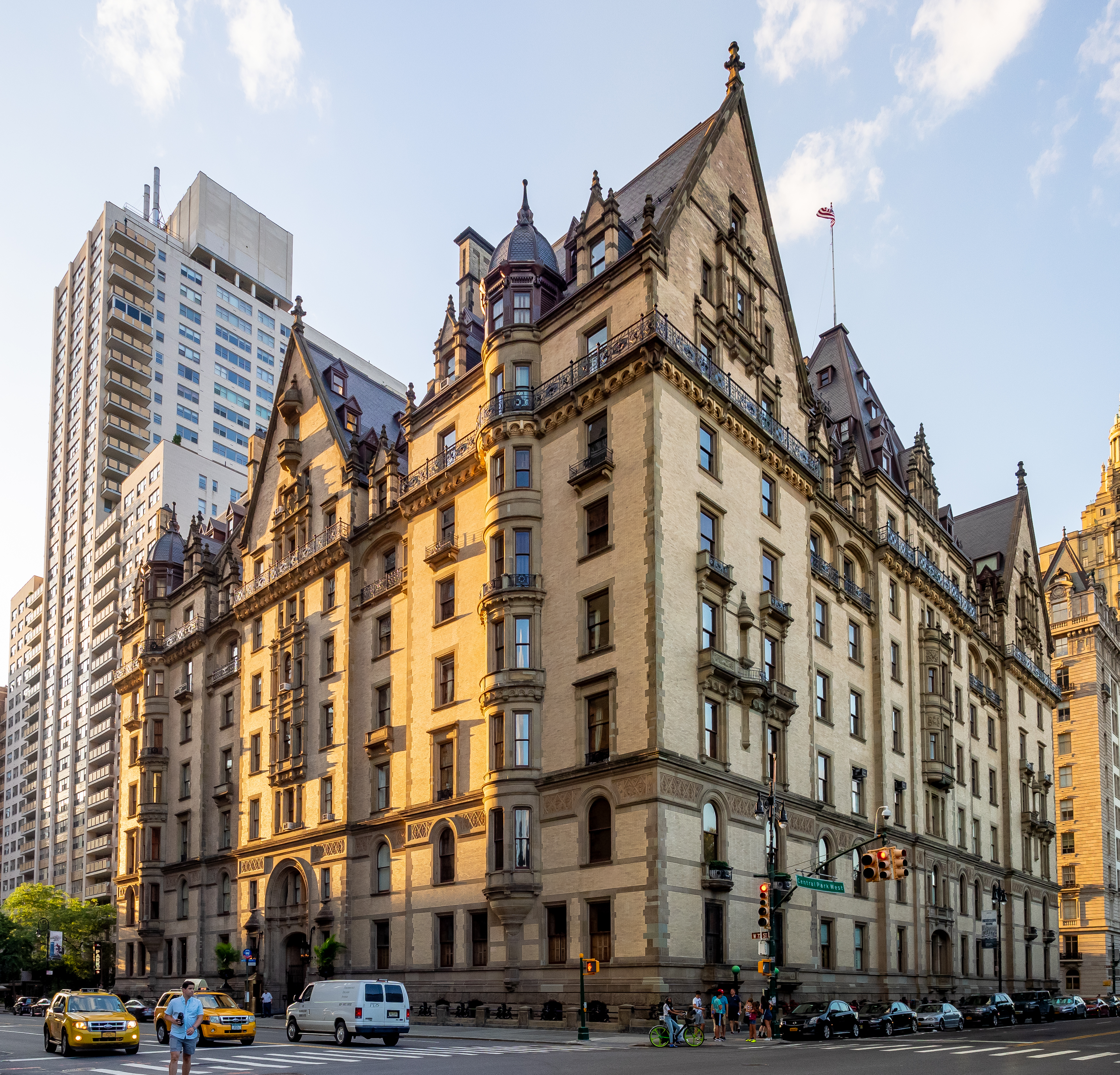
Dakota Building (1881) Upper West Side, Manhattan
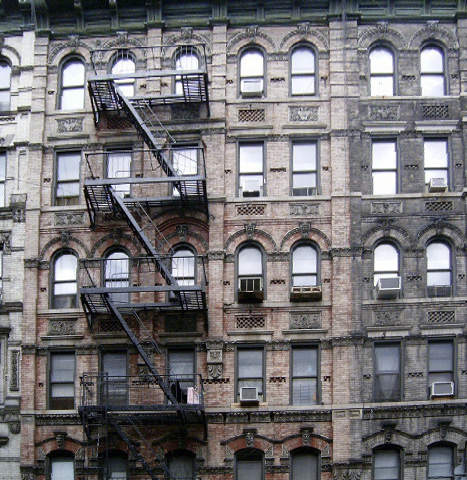
Case popolari nel Lower East Side.
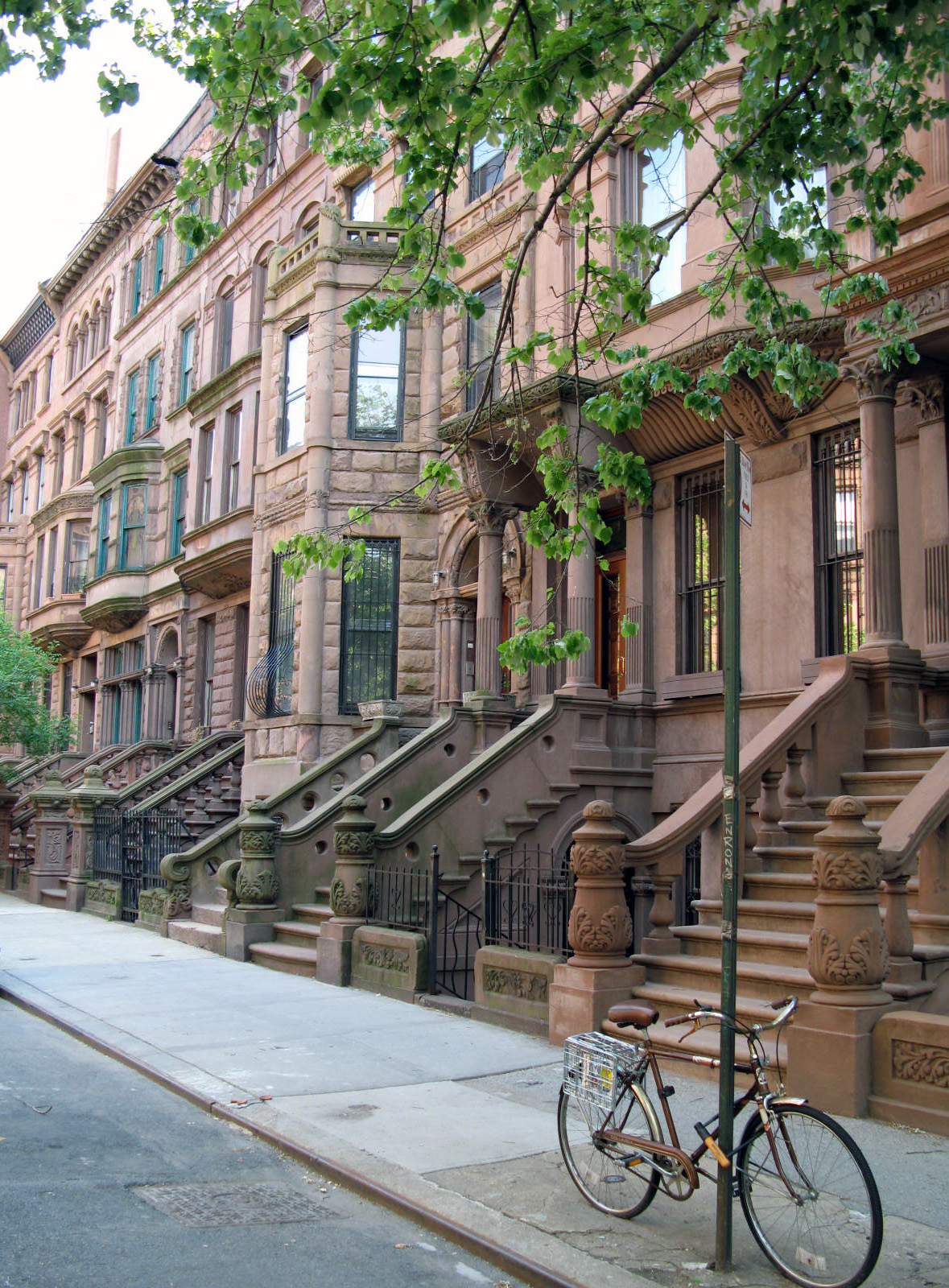
Case a schiera in arenaria ad Harlem.
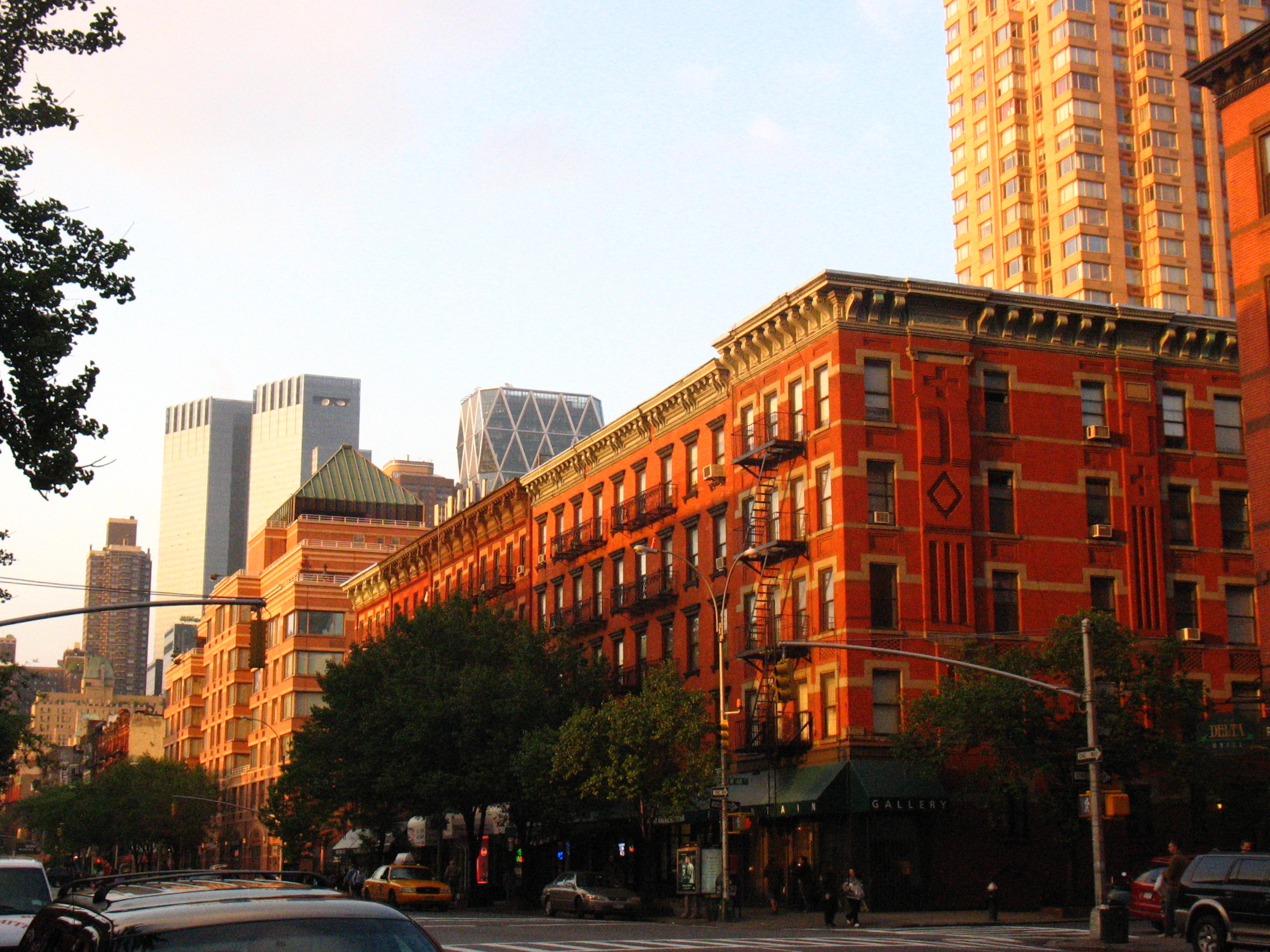
Condomini a Hell's Kitchen, Manhattan.
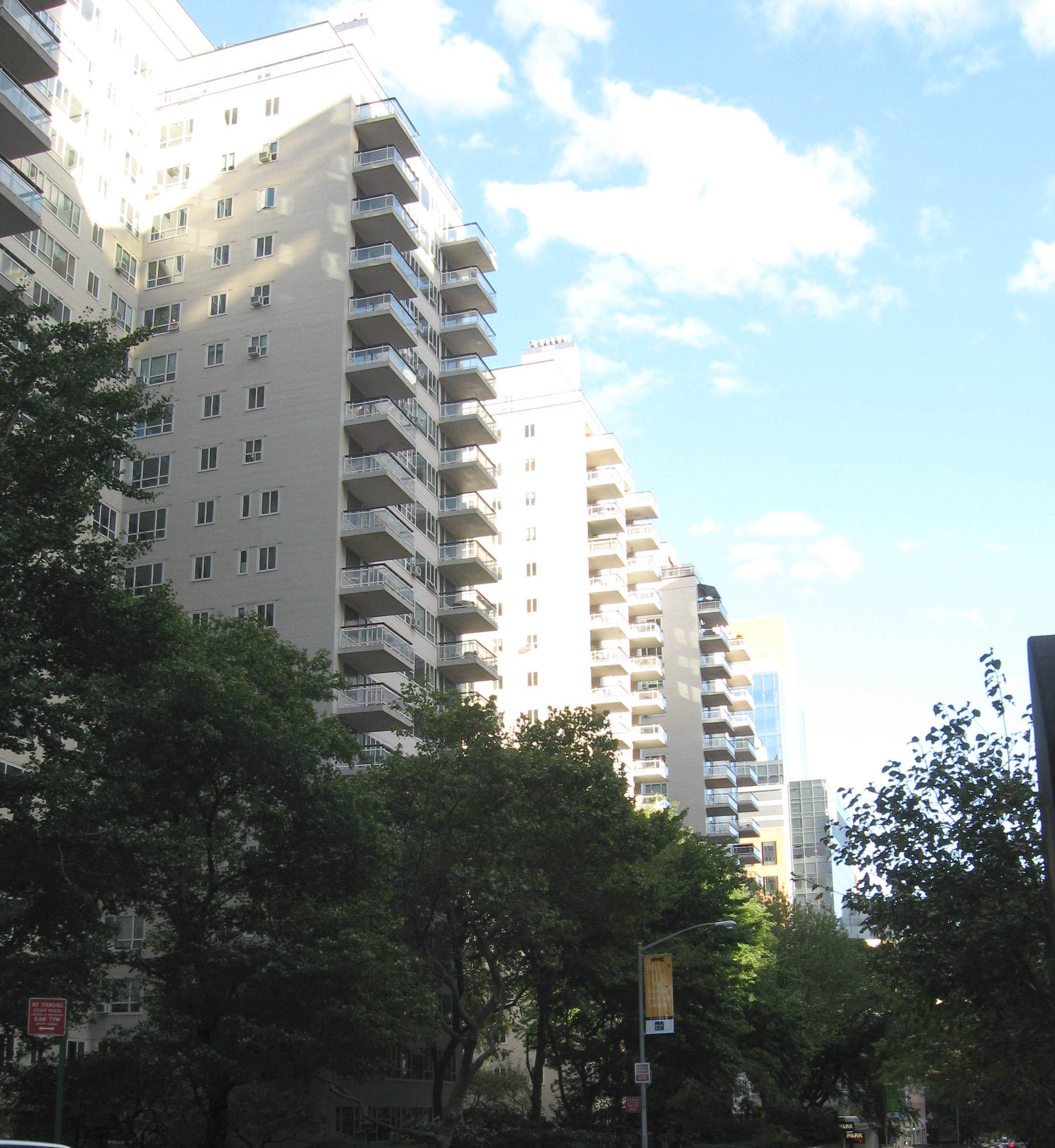
Edifici della Manhattan House, Upper East Side.

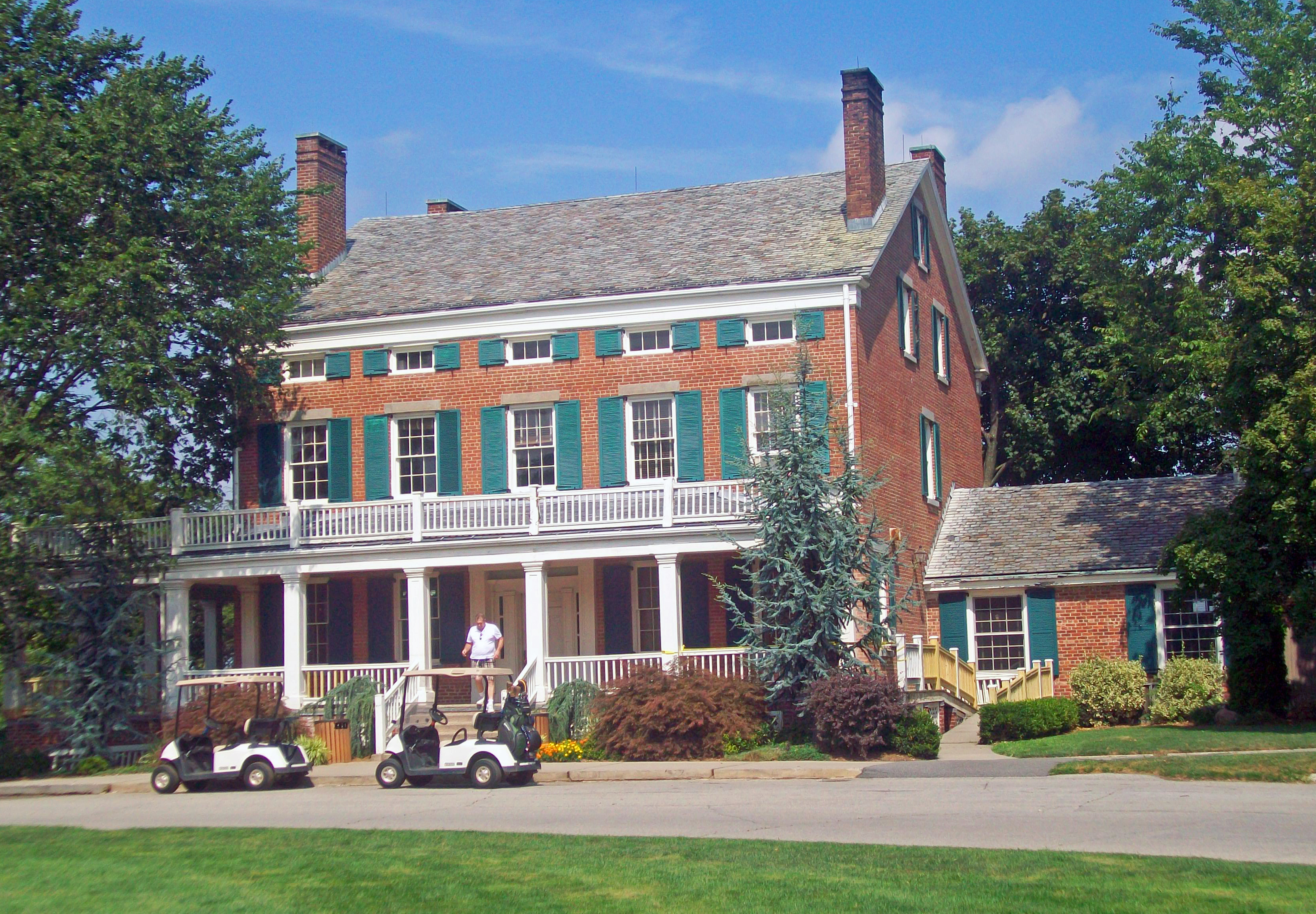
Una grande casa a New Springville (Staten Island)

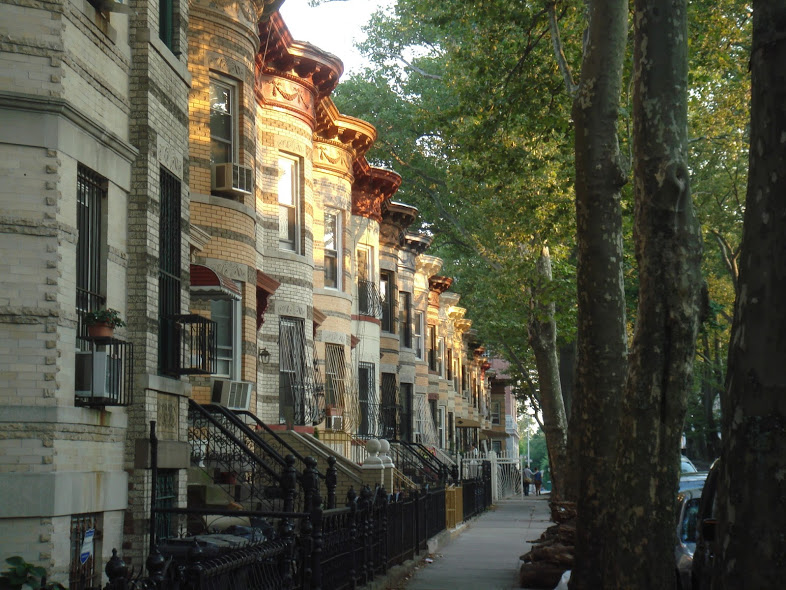
Case a schiera a Bushwick, Brooklyn

A seguito della crescita New York si era diffusa verso l'esterno, nelle aree circostanti, da dove era originariamente iniziata all'estremità meridionale dell'isola di Manhattan. Per ospitare la popolazione in crescita vennero sviluppati terreni agricoli e spazi aperti nell'Upper Manhattan, nel Bronx, a Queens, a Brooklyn e a Staten Island, in edifici di arenaria, condomini, case multifamiliari e unifamiliari. La densità di queste nuove costruzioni dipendeva generalmente dalla vicinanza dell'area e dall'accessibilità a Manhattan.
Lo sviluppo di queste aree venne spesso stimolato dall'apertura di ponti e dal collegamento dei borghi tramite i mezzi pubblici. Ad esempio, il ponte di Brooklyn fu completato nel 1883 e collega Brooklyn e Manhattan attraverso l'East River. Brooklyn Heights, sul lungomare di Brooklyn, è spesso considerato il primo sobborgo degli Stati Uniti. Il ponte consentì un più facile spostamento tra Brooklyn e Manhattan e stimolò una rapida costruzione, sviluppo e riqualificazione. Il Verrazano-Narrows Bridge, completato nel 1964, aprì molte aree di Staten Island allo sviluppo residenziale e commerciale, specialmente nelle parti centrali e meridionali del borgo, che in precedenza erano in gran parte sottosviluppate. La popolazione di Staten Island raddoppiò da circa 221.000 abitanti nel 1960 a circa 443.000 nel 2000.
Nel 1870, pietra e mattoni si erano affermati saldamente come materiali da costruzione preferiti, poiché la costruzione di case con struttura in legno era stata notevolmente limitata all'indomani del Grande Incendio del 1835. A differenza di Parigi, che per secoli è stata costruita dal proprio substrato roccioso calcareo, New York ha sempre ricavato la sua pietra da costruzione da una rete di cave, a volte abbastanza distanti, che è evidente nella varietà di strutture e sfumature della pietra che si vedono negli edifici della città. Nei giorni precedenti la costruzione della ferrovia, le pietre venivano trasportate lungo il fiume Hudson o lungo la costa atlantica dal New England. Mentre i treni portavano marmo dal Vermont e granito dal Minnesota, l'arenaria del Connecticut era così popolare, nella costruzione di case a schiera di New York alla fine del XIX secolo, che il termine arenaria divenne sinonimo di casa a schiera.
A partire dagli anni 1950, i progetti di edilizia popolare cambiarono radicalmente l'aspetto della città. Nuovi complessi residenziali su larga scala (spesso grattacieli) sostituirono gli edifici più vecchi, rimuovendo a volte manufatti e punti di riferimento che ora sarebbero considerati di valore storico. Durante questo periodo, molti di questi nuovi progetti furono realizzati in uno sforzo di rinnovamento urbano sostenuto dal famoso urbanista Robert Moses. I progetti abitativi risultanti hanno sofferto di finanziamenti incoerenti, scarsa manutenzione e alta criminalità, spingendo molti a considerare questi progetti un fallimento.

## Ponti e gallerie

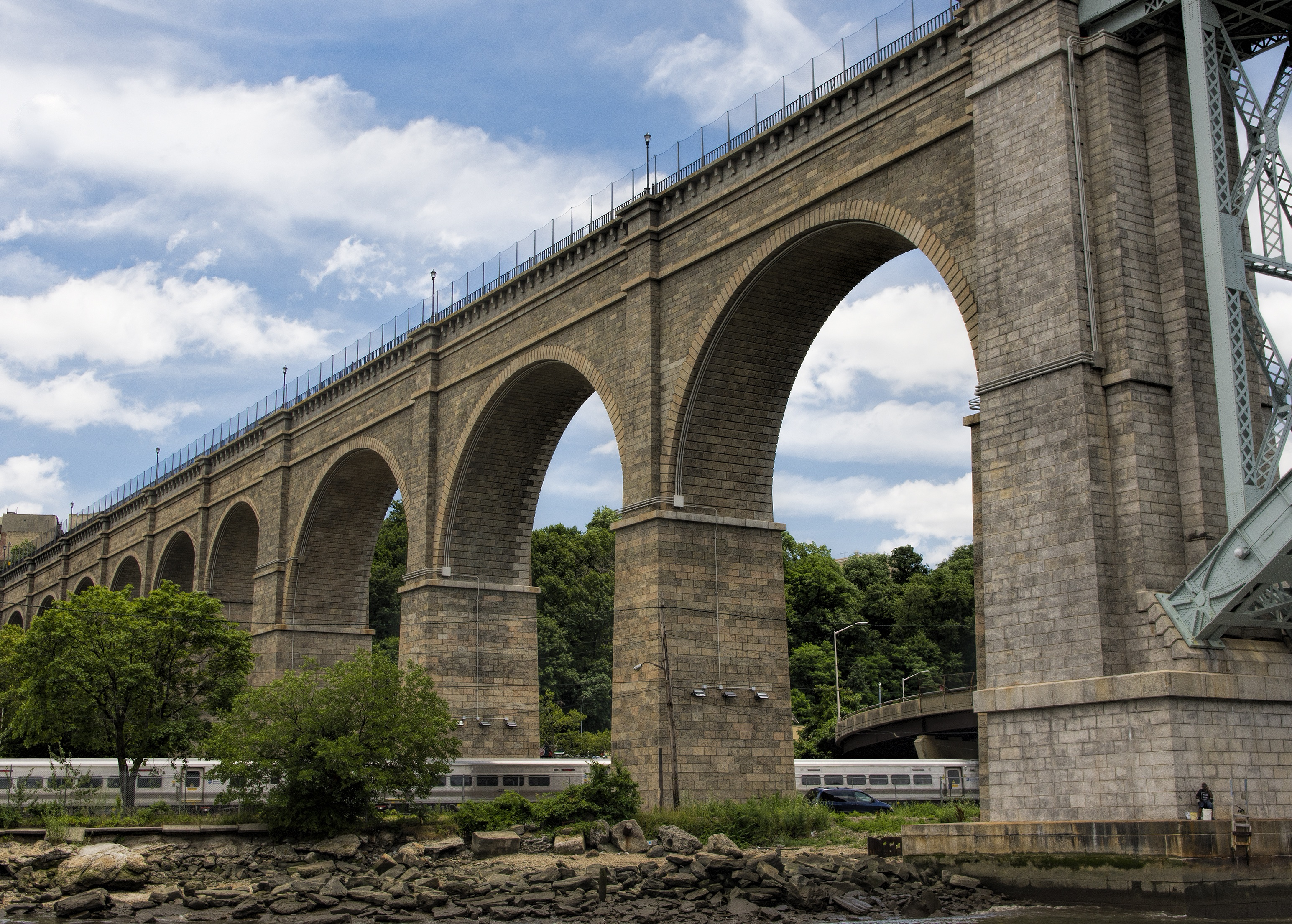
High Bridge, New York (1848)
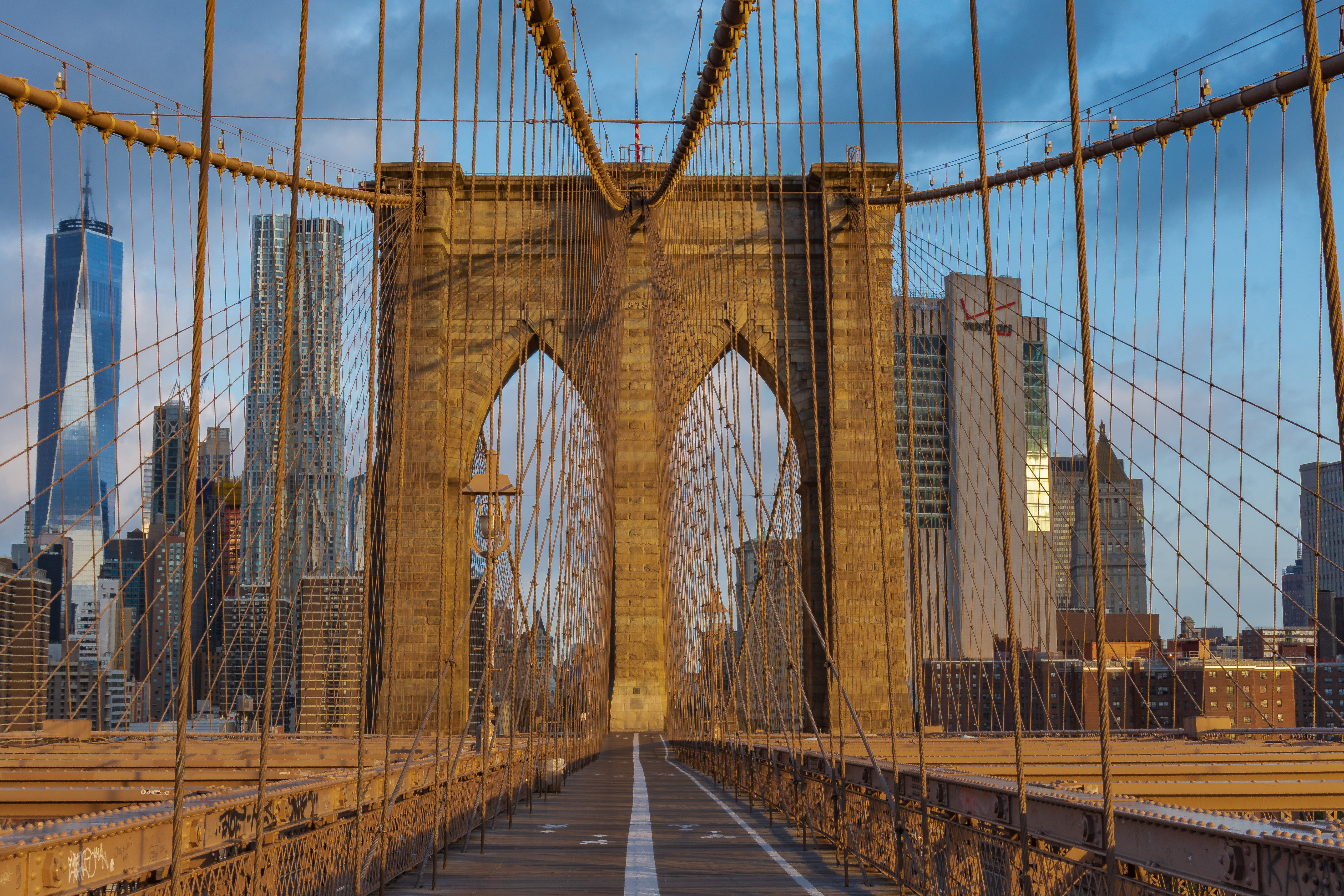
Ponte di Brooklyn (1883)
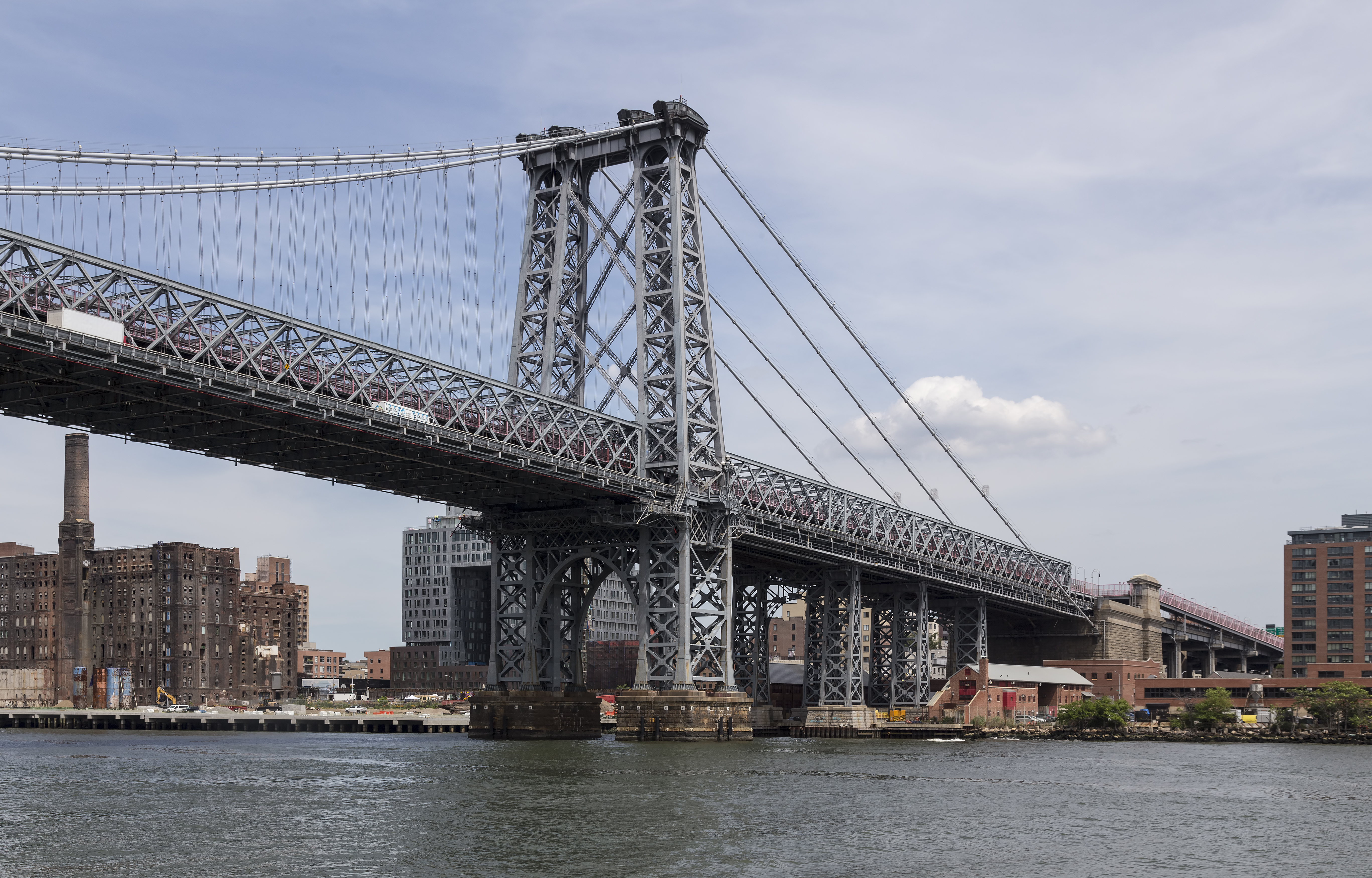
Ponte di Williamsburg (1903)
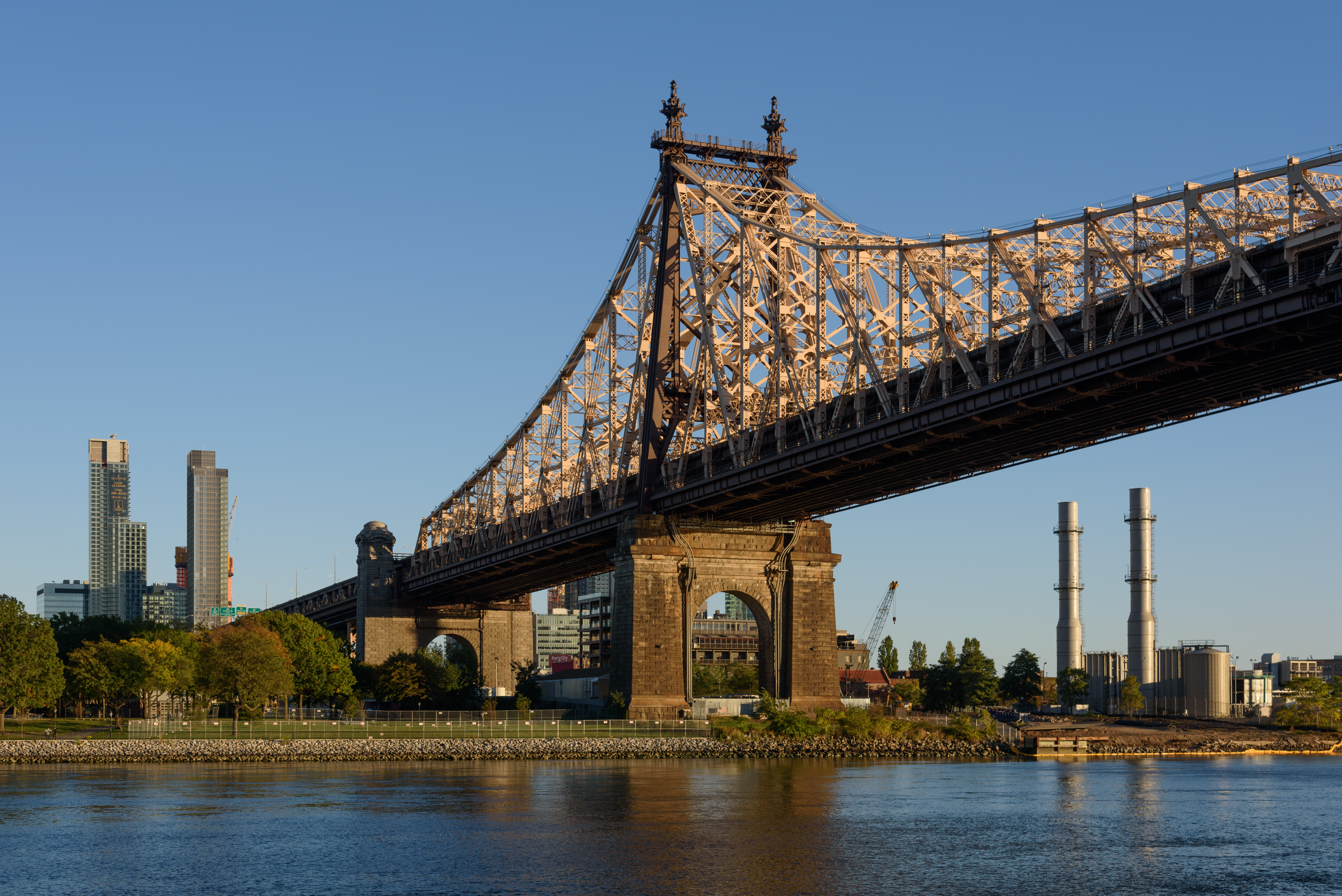
Ponte di Queensboro (1909)
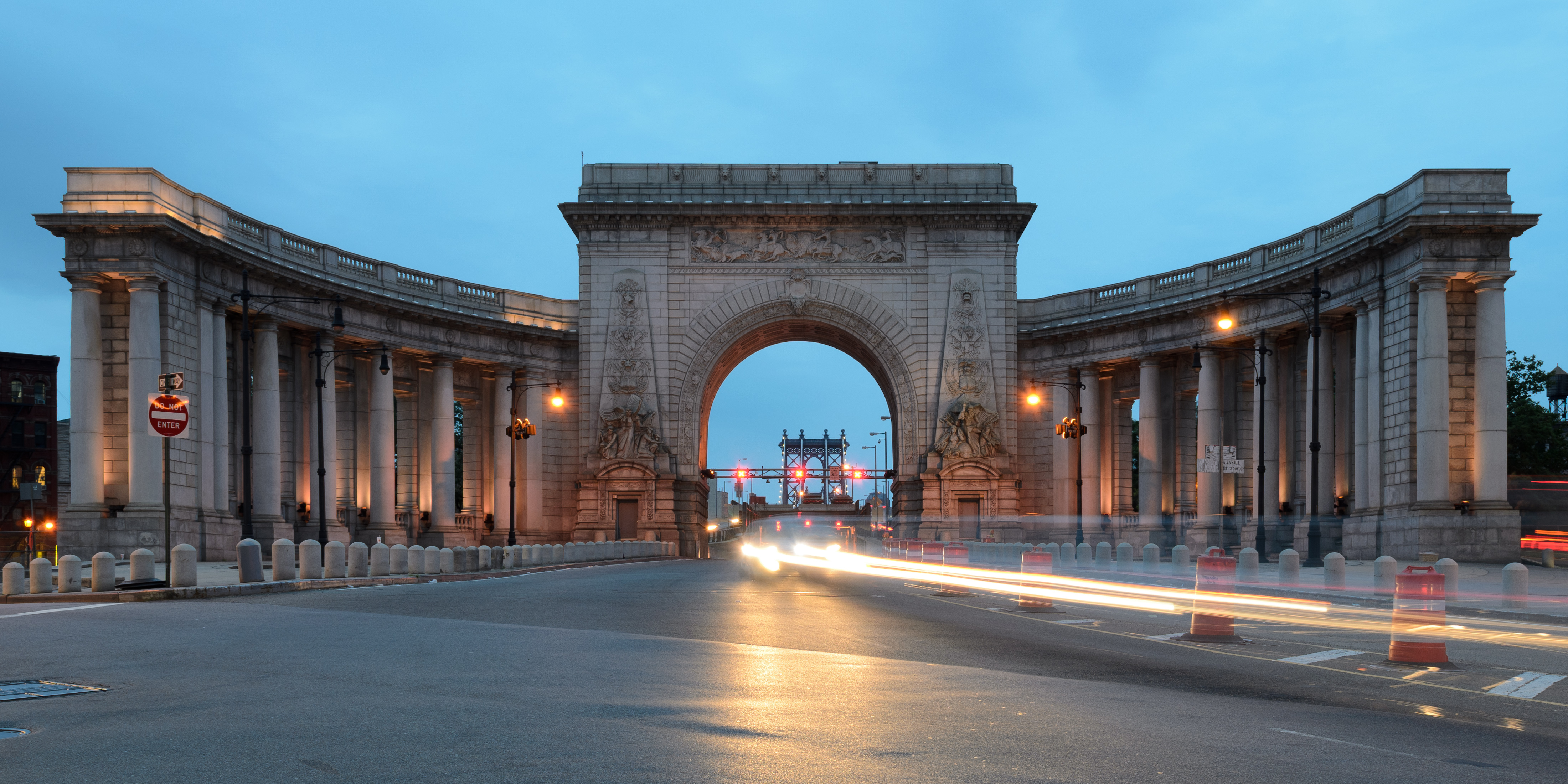
Ponte di Manhattan (1909)
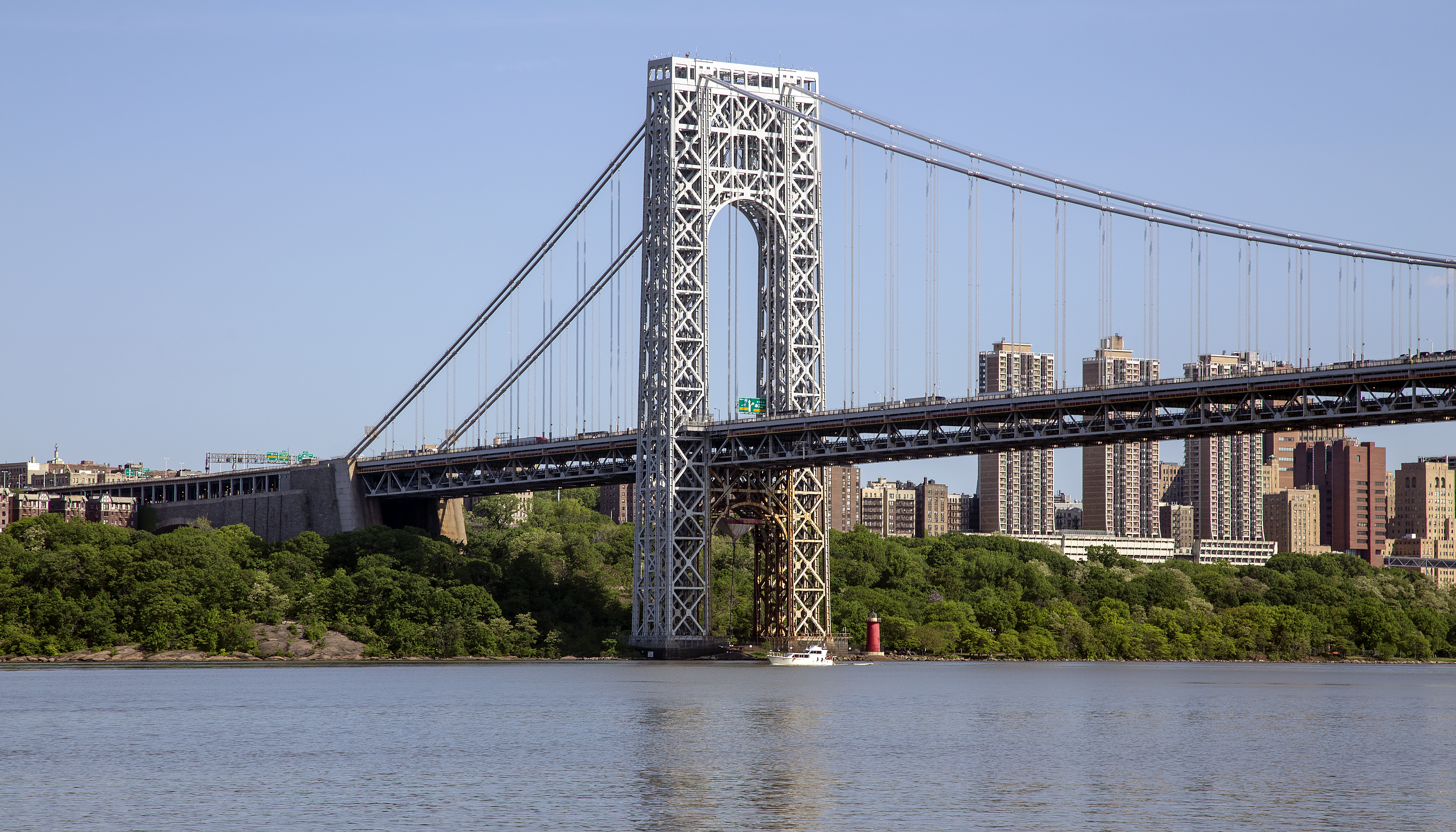
Ponte George Washington (1931)
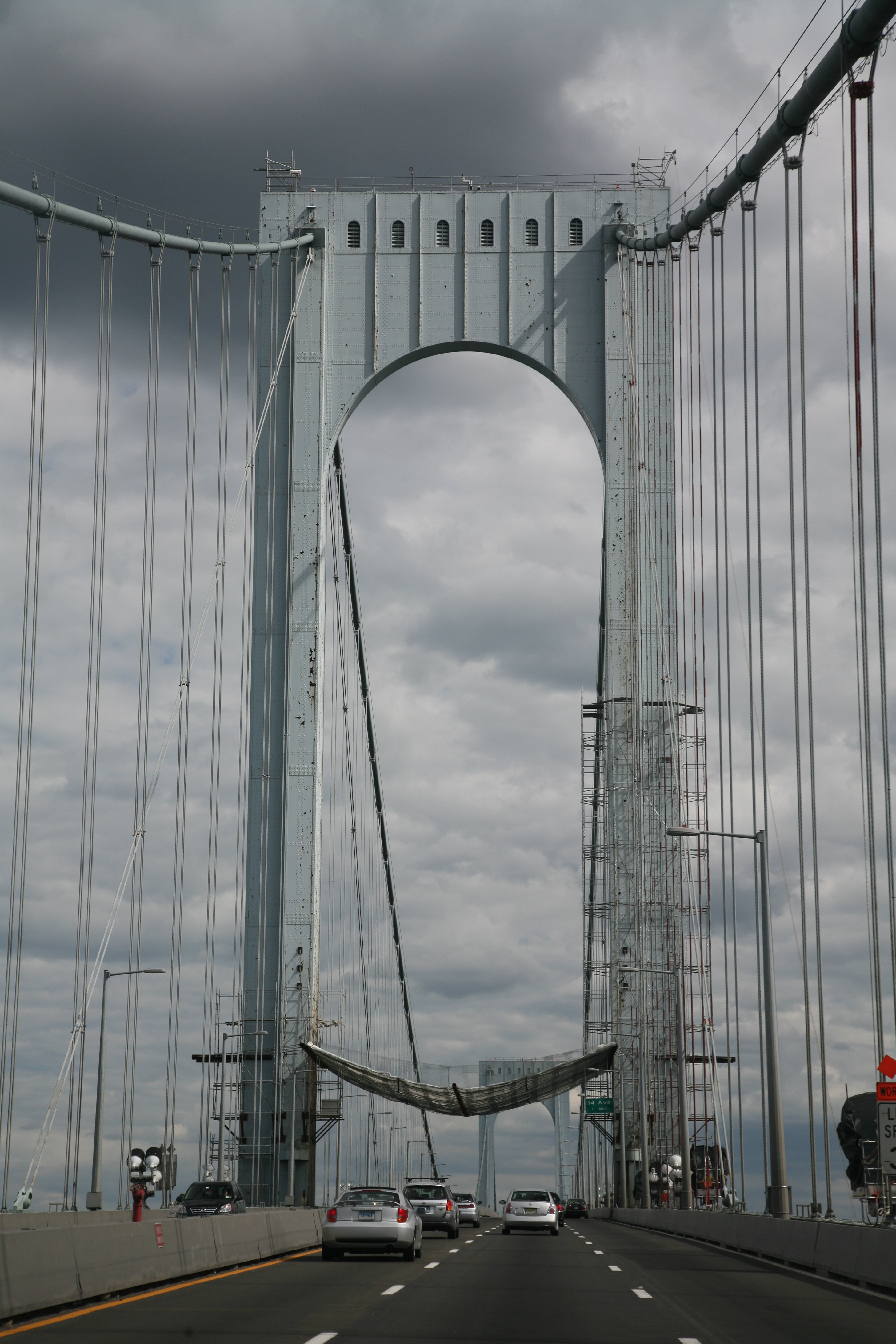
Bronx–Whitestone Bridge (1939)

New York si trova in uno dei porti naturali più grandi del mondo. I distretti di Manhattan e Staten Island sono le loro isole, mentre Queens e Brooklyn si trovano all'estremità occidentale della più grande Long Island. Ciò ha determinato la necessità di un'ampia infrastruttura di ponti e tunnel. Quasi tutti i principali ponti della città e molti dei suoi tunnel hanno battuto o stabilito record. Ad esempio, l'Holland Tunnel fu il primo tunnel veicolare al mondo quando venne aperto nel 1927.
Il Queensboro Bridge è un importante esempio di ponte a sbalzo. Le torri del ponte di Brooklyn sono costruite in pietra calcarea, granito e cemento Rosendale. Il loro stile architettonico è neogotico, con caratteristici archi acuti sopra i passaggi attraverso le torri in pietra. Questo ponte è stato anche il ponte sospeso più lungo del mondo dalla sua apertura fino al 1903 e il primo ponte sospeso con funi d'acciaio. Il ponte di ponte di Manhattan di Throgs Neck, il ponte di Triborough e il ponte di Verrazzano sono tutti esempi di espressionismo strutturale.

## Griglia stradale

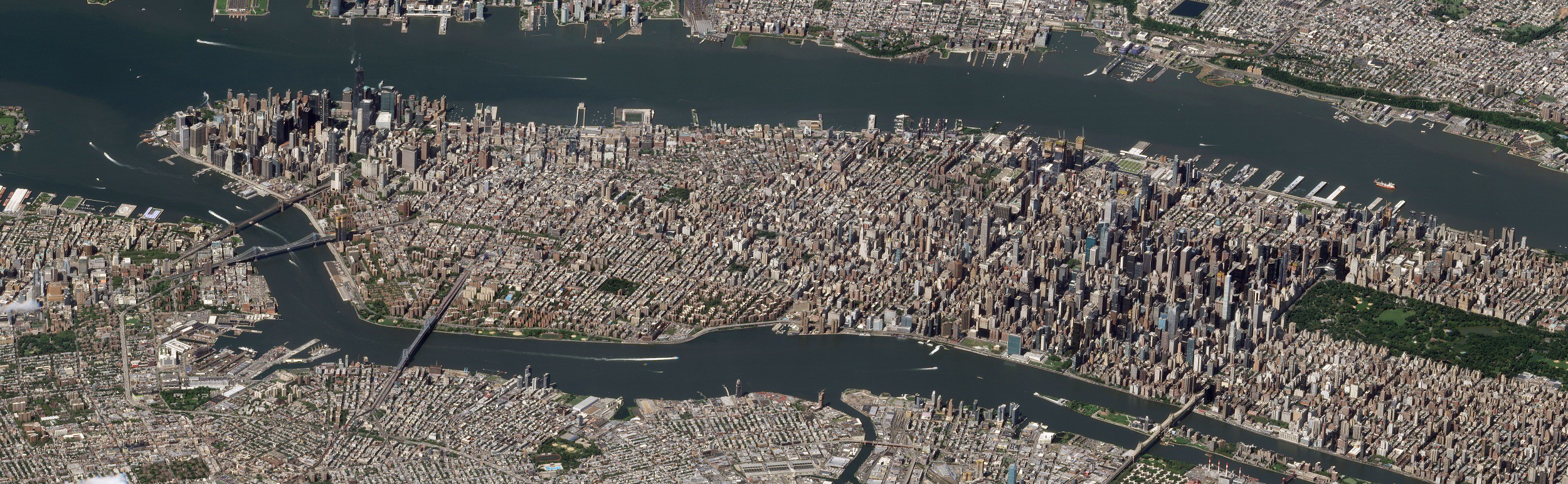
Una veduta satellitare di una porzione di Manhattan

Formulata nel Piano dei Commissari del 1811, New York adottò una proposta visionaria per sviluppare Manhattan a nord della 14th Street con una pianta a scacchiera regolare. La logica economica alla base del piano, che prevedeva dodici viali numerati in direzione nord-sud, e 155 strade ortogonali, era che la regolarità della griglia avrebbe fornito un mezzo efficiente per lo sviluppo di nuove proprietà immobiliari. Frederick Law Olmsted, il progettista di Central Park, disapprovò il progetto.